# Syneches lachaisei
Syneches lachaisei är en tvåvingeart som beskrevs av Charbonnel 1998. Syneches lachaisei ingår i släktet Syneches och familjen puckeldansflugor. Inga underarter finns listade i Catalogue of Life.